# Dalmand
Dalmand là một thị trấn thuộc hạt Tolna, Hungary. Thị trấn này có diện tích 48,77 km², dân số năm 2010 là 1324 người, mật độ 27 người/km².